# Deutscher Soldatenfriedhof Recogne-Bastogne

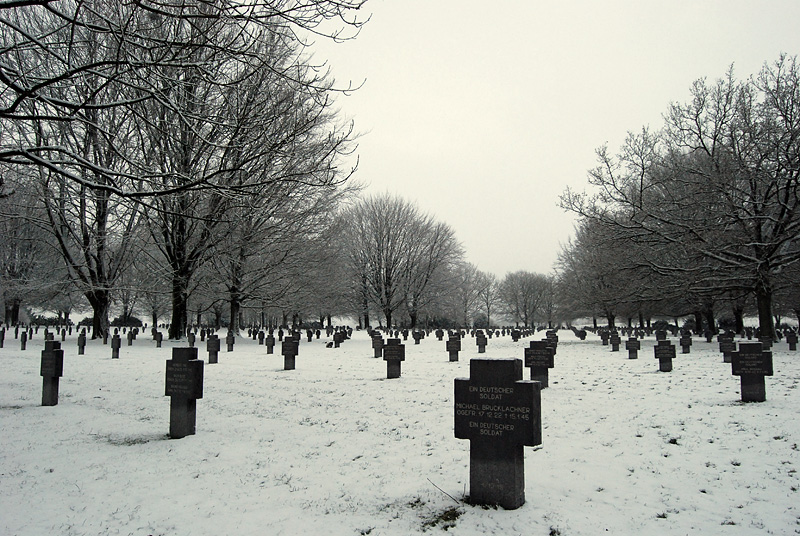
Deutscher Soldatenfriedhof Bastogne-Recogne

Het Deutscher Soldatenfriedhof Bastogne-Recogne is een militaire begraafplaats nabij het Belgische gehucht Recogne in de stad Bastenaken. Er rusten 6.807 Duitse soldaten die sneuvelden in de Tweede Wereldoorlog. De begraafplaats ligt net ten oosten van het gehucht, aan de zuidkant van de weg naar Foy. Aan de oostkant van het terrein grenst een kleine gemeentelijke begraafplaats. Aan de ingang staat een kapel met toren, opgetrokken in rode zandsteen. De begraafplaats wordt onderhouden door de Volksbund Deutsche Kriegsgräberfürsorge.

## Geschiedenis
Op het eind van de Tweede Wereldoorlog voerden de Duitsers eind 1944 met het Ardennenoffensief een groot tegenoffensief uit. Rond de kerstperiode bleef het offensief steken rond Bastenaken en de Amerikanen namen nu het initiatief. Op 4 februari 1945 begonnen zij met de aanleg van een grote verzamelbegraafplaats nabij Recogne. Er werden hier uiteindelijk zo'n 2.700 Amerikanen en meer dan 3.000 Duitsers begraven, gesneuveld rond Bastenaken, in Luxemburg en in het Duits grensgebied.
Na de oorlog werden in de periode 1945-1946 de Amerikaanse gesneuvelden overgebracht naar Hendrik-Kapelle, waar het Henri-Chapelle American Cemetery and Memorial werd opgericht. Ondertussen begon de Belgische overheid met het ontruimen van de talrijke Duitse veldgraven, kleine begraafplaatsen en graven op burgerlijke begraafplaatsen. De Duitse gesneuvelden werden overgebracht naar twee grote Duitse begraafplaatsen, namelijk de Duitse begraafplaats van Lommel en deze in Recogne. Uit de provincie Luxemburg, het zuiden van Luik en de streek rond Eupen, Malmedy en Sankt Vith werden meer dan 3.300 gesneuvelden bijgezet in Recogne. Naast slachtoffers uit 1944 ging het ook om gesneuvelden van 1940 en van tijdens de bezetting. In de jaren 50 kwam het beheer van de begraafplaats in handen van de Volksbund, die de begraafplaats inrichtte.